# TSR Góra Czantoria
TSR Góra Czantoria – telewizyjna stacja retransmisyjna z wieżą o wysokości 45 m, zlokalizowana na Czantorii Wielkiej, koło Ustronia. Właścicielem obiektu jest Emitel sp. z o.o.
19 marca 2013 została zakończona emisja programów telewizji analogowej. Tego samego dnia rozpoczęto nadawanie sygnału trzeciego multipleksu w ramach naziemnej telewizji cyfrowej. 

## Transmitowane programy

### Programy telewizyjne – cyfrowe
| Nazwa multipleksu | Częstotliwość | Kanał | Moc promieniowana nadajnika | Polaryzacja | Kompresja wizji |
| ----------------- | ------------- | ----- | --------------------------- | ----------- | --------------- |
| MUX 3             | 634 MHz       | 41    | 0,025 kW                    | pozioma     | MPEG-4          |

## Nienadawane analogowe programy

### Programy telewizyjne
| LP | Program | Właściciel            | Częstotliwość | Kanał | Moc nadajnika | Polaryzacja | Data wyłączenia nadajnika |
| -- | ------- | --------------------- | ------------- | ----- | ------------- | ----------- | ------------------------- |
| 1  | TVP1    | Telewizja Polska S.A. | 567,25 MHz    | 33    | 0,3 kW        | pozioma     | 19 marca 2013             |
| 2  | TVP2    | Telewizja Polska S.A. | 615,25 MHz    | 39    | 0,1 kW        | pozioma     | 19 marca 2013             |

### Programy radiowe
| LP | Program             | Właściciel                                            | Częstotliwość | Moc nadajnika | Polaryzacja |
| -- | ------------------- | ----------------------------------------------------- | ------------- | ------------- | ----------- |
| 1  | Radio Maryja        | Prowincja Warszawska Zgromadzenia O.O. Redemptorystów | 93,9 MHz      | 0,2 kW        | pionowa (V) |
| 2  | Radio Bielsko       | Radio Bielsko Sp. z o.                                | 103,3 MHz     | 0,2 kW        | pionowa (V) |
| 3  | Radio Eska Południe | Radio ESKA S.A.                                       | 107,1 MHz     | 1 kW          | pionowa (V) |